# Final do Grand Prix de Patinação Artística no Gelo de 2009–10
A Final do Grand Prix de Patinação Artística no Gelo de 2009–10 foi a décima quinta edição da competição, um evento anual de patinação artística no gelo organizado pela União Internacional de Patinação (em inglês:  International Skating Union), e o evento final do Grand Prix de 2009–10. Os patinadores se qualificaram para essa competição através de outras seis competições: Trophée Éric Bompard, NHK Trophy, Rostelecom Cup, Cup of China, Skate America e Skate Canada International. O evento júnior é disputado ao mesmo tempo do sênior. A competição foi disputada entre os dias 2 de dezembro e 6 de dezembro de 2009, na cidade de Tóquio, Japão.

## Eventos
- Individual masculino
- Individual feminino
- Duplas
- Dança no gelo

## Medalhistas
| Evento                        | Ouro                                         | Prata                                      | Bronze                                           |
| Sênior                        |                                              |                                            |                                                  |
| Individual masculino detalhes | Evan Lysacek · Estados Unidos                | Nobunari Oda · Japão                       | Johnny Weir · Estados Unidos                     |
| Individual feminino detalhes  | Kim Yu-Na · Coreia do Sul                    | Miki Ando · Japão                          | Akiko Suzuki · Japão                             |
| Duplas detalhes               | Shen Xue · Zhao Hongbo · China               | Pang Qing · Tong Jian · China              | Aliona Savchenko · Robin Szolkowy · Alemanha     |
| Dança no gelo detalhes        | Meryl Davis · Charlie White · Estados Unidos | Tessa Virtue · Scott Moir · Canadá         | Nathalie Péchalat · Fabian Bourzat · França      |
| Júnior                        |                                              |                                            |                                                  |
| Individual masculino detalhes | Yuzuru Hanyu · Japão                         | Song Nan · China                           | Ross Miner · Estados Unidos                      |
| Individual feminino detalhes  | Kanako Murakami · Japão                      | Polina Shelepen · Rússia                   | Christina Gao · Estados Unidos                   |
| Duplas detalhes               | Sui Wenjing · Han Cong · China               | Narumi Takahashi · Mervin Tran · Japão     | Zhang Yue · Wang Lei · China                     |
| Dança no gelo detalhes        | Ksenia Monko · Kirill Khaliavin · Rússia     | Elena Ilinykh · Nikita Katsalapov · Rússia | Maia Shibutani · Alex Shibutani · Estados Unidos |

## Calendário
Horários no Japan Standard Time (UTC+9).
- Quarta-feira - 2 de dezembro
  - 19:30: Cerimônia de abertura
- Quinta-feira - 3 de dezembro
  - 17:00: Duplas júnior – Programa Curto
  - 18:30: Masculino júnior – Programa Curto
  - 20:00: Duplas sênior  – Programa Curto
  - 21:15: Dança no gelo sênior – Original Dance
- Sexta-feira - 4 de dezembro
  - 15:00: Masculino júnior – Programa livre
  - 16:35: Duplas júnior – Programa livre
  - 18:30: Masculino sênior – Programa Curto
  - 19:40: Feminino sênior – Programa Curto
  - 20:50: Dança no gelo sênior – Dança Livre
- Sábado - 5 de dezembro
  - 13:30: Dança no gelo júnior – Dança Original
  - 14:55: Feminino júnior – Programa Curto
  - 16:25: Duplas sênior – Programa livre
  - 18:00: Masculino sênior – Programa livre
  - 19:30: Feminino sênior – Programa livre
- Domingo - 6 de dezembro
  - 12:30: Dança no gelo júnior – Dança Livre
  - 14:00: Feminino júnior – Programa livre
  - 16:15: Exibição de gala

## Classificados

### Sênior
|             | Masculino             | Feminino             | Duplas                                     | Dança no gelo                           |
| ----------- | --------------------- | -------------------- | ------------------------------------------ | --------------------------------------- |
| 1           | JPN Takahiko Kozuka   | KOR Kim Yu-Na        | CHN Shen Xue / Zhao Hongbo                 | USA Meryl Davis / Charlie White         |
| 2           | USA Evan Lysacek      | JPN Miki Ando        | CHN Pang Qing / Tong Jian                  | CAN Tessa Virtue / Scott Moir           |
| 3           | FRA Brian Joubert     | CAN Joannie Rochette | RUS Maria Mukhortova / Maxim Trankov       | USA Tanith Belbin / Benjamin Agosto     |
| 4           | USA Jeremy Abbott     | RUS Alena Leonova    | GER Aliona Savchenko / Robin Szolkowy      | FRA Nathalie Péchalat / Fabian Bourzat  |
| 5           | JPN Daisuke Takahashi | USA Ashley Wagner    | RUS Yuko Kavaguti / Alexander Smirnov      | ITA Anna Cappellini / Luca Lanotte      |
| 6           | USA Johnny Weir       | JPN Akiko Suzuki     | CHN Zhang Dan / Zhang Hao                  | GBR Sinead Kerr / John Kerr             |
| Substitutos |                       |                      |                                            |                                         |
| 1.º         | CZE Tomáš Verner      | USA Rachael Flatt    | CAN Jessica Dubé / Bryce Davison           | RUS Jana Khokhlova / Sergei Novitski    |
| 2.º         | CZE Michal Březina    | USA Alissa Czisny    | UKR Tatiana Volosozhar / Stanislav Morozov | CAN Vanessa Crone / Paul Poirier        |
| 3.º         | JPN Takahiko Kozuka   | JPN Mao Asada        | USA Keauna McLaughlin / Rockne Brubaker    | ISR Alexandra Zaretski / Roman Zaretski |

### Júnior
|            | Masculino             | Feminino               | Duplas                                  | Dança no gelo                               |
| ---------- | --------------------- | ---------------------- | --------------------------------------- | ------------------------------------------- |
| 1          | JPN Yuzuru Hanyu      | JPN Kanako Murakami    | CHN Sui Wenjing / Han Cong              | USA Maia Shibutani / Alex Shibutani         |
| 2          | USA Ross Miner        | RUS Polina Shelepen    | JPN Narumi Takahashi / Mervin Tran      | RUS Ksenia Monko / Kirill Khaliavin         |
| 3          | CHN Song Nan          | USA Kiri Baga          | CAN Kaleigh Hole / Adam Johnson         | RUS Elena Ilinykh / Nikita Katsalapov       |
| 4          | RUS Artur Gachinski   | USA Angela Maxwell     | CHN Zhang Yue / Wang Lei                | RUS Ekaterina Pushkash / Jonathan Guerreiro |
| 5          | JPN Kento Nakamura    | RUS Ksenia Makarova    | RUS Tatiana Novik / Mikhail Kuznetsov   | CAN Kharis Ralph / Asher Hill               |
| 6          | RUS Stanislav Kovalev | USA Christina Gao      | USA Britney Simpson / Nathan Miller     | ITA Lorenza Alessandrini / Simone Vaturi    |
| 7          | USA Richard Dornbush  | RUS Anna Ovcharova     | RUS Alexandra Vasilieva / Yuri Shevchuk | RUS Marina Antipova / Artem Kudashev        |
| 8          | USA Grant Hochstein   | USA Ellie Kawamura     | RUS Ksenia Stolbova / Fedor Klimov      | USA Isabella Cannuscio / Ian Lorello        |
| Substituto |                       |                        |                                         |                                             |
| 1.º        | USA Austin Kanallakan | JPN Yuki Nishino       | CAN Brittany Jones / Kurtis Gaskell     | CAN Karen Routhier / Eric Saucke-Lacelle    |
| 2.º        | RUS Gordei Gorshkov   | USA Kristine Musademba | SUI Anaïs Morand / Antoine Dorsaz       | UKR Alisa Agafonova / Dmitri Dun            |
| 3.º        | RUS Zhan Bush         | CAN Kate Charbonneau   | CAN Maddison Bird / Raymond Schultz     | RUS Tatiana Baturintseva / Ivan Volobuiev   |

## Resultados

### Sênior

#### Individual masculino
| Pos.              | Nome              | Nacionalidade    | Pontos | PC        | PL         |
| ----------------- | ----------------- | ---------------- | ------ | --------- | ---------- |
| Medalha de ouro   | Evan Lysacek      | Estados Unidos   | 249.45 | 89.85 (2) | 159.60 (1) |
| Medalha de prata  | Nobunari Oda      | Japão            | 243.36 | 87.65 (3) | 155.71 (3) |
| Medalha de bronze | Johnny Weir       | Estados Unidos   | 237.35 | 84.60 (4) | 152.75 (4) |
| 4                 | Jeremy Abbott     | Estados Unidos   | 235.38 | 76.65 (5) | 158.73 (2) |
| 5                 | Daisuke Takahashi | Japão            | 224.60 | 89.95 (1) | 134.65 (5) |
| 6                 | Tomáš Verner      | República Tcheca | 192.32 | 70.17 (6) | 122.15 (6) |

#### Individual feminino
| Pos.              | Nome             | Nacionalidade  | Pontos | PC        | PL         |
| ----------------- | ---------------- | -------------- | ------ | --------- | ---------- |
| Medalha de ouro   | Kim Yuna         | Coreia do Sul  | 188.86 | 65.64 (2) | 123.22 (1) |
| Medalha de prata  | Miki Ando        | Japão          | 185.94 | 66.20 (1) | 119.74 (2) |
| Medalha de bronze | Akiko Suzuki     | Japão          | 174.00 | 57.54 (5) | 116.46 (3) |
| 4                 | Ashley Wagner    | Estados Unidos | 162.07 | 54.26 (6) | 107.81 (4) |
| 5                 | Joannie Rochette | Canadá         | 156.71 | 60.94 (4) | 95.77 (5)  |
| 6                 | Alena Leonova    | Rússia         | 156.55 | 61.60 (3) | 94.95 (6)  |

#### Duplas
| Pos.              | Nome                              | Nacionalidade | Pontos | PC        | PL         |
| ----------------- | --------------------------------- | ------------- | ------ | --------- | ---------- |
| Medalha de ouro   | Shen Xue / Zhao Hongbo            | China         | 214.25 | 75.36 (1) | 138.89 (1) |
| Medalha de prata  | Pang Qing / Tong Jian             | China         | 201.86 | 68.04 (4) | 133.82 (2) |
| Medalha de bronze | Aliona Savchenko / Robin Szolkowy | Alemanha      | 200.38 | 73.14 (2) | 127.24 (4) |
| 4                 | Maria Mukhortova / Maxim Trankov  | Rússia        | 198.35 | 69.78 (3) | 128.57 (3) |
| 5                 | Yuko Kavaguti / Alexander Smirnov | Rússia        | 183.01 | 62.30 (6) | 120.71 (5) |
| 6                 | Zhang Dan / Zhang Hao             | China         | 180.25 | 66.24 (5) | 114.01 (6) |

#### Dança no gelo
| Pos.              | Nome                               | Nacionalidade  | Pontos | PC        | PL         |
| ----------------- | ---------------------------------- | -------------- | ------ | --------- | ---------- |
| Medalha de ouro   | Meryl Davis / Charlie White        | Estados Unidos | 169.44 | 65.80 (1) | 103.64 (2) |
| Medalha de prata  | Tessa Virtue / Scott Moir          | Canadá         | 168.22 | 64.01 (2) | 104.21 (1) |
| Medalha de bronze | Nathalie Péchalat / Fabian Bourzat | França         | 147.62 | 56.93 (3) | 90.69 (3)  |
| 4                 | Sinead Kerr / John Kerr            | Reino Unido    | 145.33 | 56.47 (4) | 88.86 (4)  |
| 5                 | Anna Cappellini / Luca Lanotte     | Itália         | 139.21 | 54.91 (5) | 84.30 (5)  |
| 6                 | Vanessa Crone / Paul Poirier       | Canadá         | 135.99 | 51.69 (6) | 84.30 (6)  |

### Júnior

#### Individual masculino júnior
| Pos.              | Nome              | Nacionalidade  | Pontos | PC        | PL         |
| ----------------- | ----------------- | -------------- | ------ | --------- | ---------- |
| Medalha de ouro   | Yuzuru Hanyu      | Japão          | 206.77 | 69.85 (3) | 136.92 (1) |
| Medalha de prata  | Song Nan          | China          | 204.99 | 71.70 (1) | 133.29 (2) |
| 4                 | Richard Dornbush  | Estados Unidos | 191.80 | 59.35 (6) | 132.45 (3) |
| Medalha de bronze | Ross Miner        | Estados Unidos | 196.09 | 70.85 (2) | 125.24 (4) |
| 5                 | Grant Hochstein   | Estados Unidos | 187.92 | 66.45 (4) | 121.47 (5) |
| 6                 | Artur Gachinski   | Rússia         | 178.03 | 62.44 (5) | 115.59 (6) |
| 7                 | Stanislav Kovalev | Rússia         | 163.20 | 57.69 (7) | 105.51 (7) |
| 8                 | Kento Nakamura    | Japão          | 142.78 | 57.16 (8) | 85.62 (8)  |

#### Individual feminino júnior
| Pos.              | Nome            | Nacionalidade  | Pontos | PC        | PL         |
| ----------------- | --------------- | -------------- | ------ | --------- | ---------- |
| Medalha de ouro   | Kanako Murakami | Japão          | 160.53 | 59.52 (2) | 101.01 (1) |
| Medalha de prata  | Polina Shelepen | Rússia         | 159.29 | 59.54 (1) | 99.75 (2)  |
| Medalha de bronze | Christina Gao   | Estados Unidos | 151.47 | 52.82 (5) | 98.65 (3)  |
| 4                 | Ksenia Makarova | Rússia         | 147.29 | 55.38 (3) | 91.91 (4)  |
| 5                 | Anna Ovcharova  | Rússia         | 144.96 | 54.92 (4) | 90.04 (6)  |
| 6                 | Angela Maxwell  | Estados Unidos | 137.55 | 47.28 (8) | 90.27 (5)  |
| 7                 | Kiri Baga       | Estados Unidos | 122.35 | 49.58 (7) | 72.77 (7)  |
| 8                 | Ellie Kawamura  | Estados Unidos | 120.93 | 50.30 (6) | 70.63 (8)  |

#### Duplas júnior
| Pos.              | Nome                                | Nacionalidade  | Pontos | PC        | PL         |
| ----------------- | ----------------------------------- | -------------- | ------ | --------- | ---------- |
| Medalha de ouro   | Sui Wenjing / Han Cong              | China          | 160.45 | 56.80 (1) | 103.65 (1) |
| Medalha de prata  | Narumi Takahashi / Mervin Tran      | Japão          | 145.80 | 54.44 (2) | 91.36 (2)  |
| Medalha de bronze | Zhang Yue / Wang Lei                | China          | 137.19 | 46.04 (5) | 91.15 (3)  |
| 4                 | Tatiana Novik / Mikhail Kuznetsov   | Rússia         | 134.33 | 45.72 (6) | 88.61 (4)  |
| 5                 | Kaleigh Hole / Adam Johnson         | Canadá         | 132.17 | 47.00 (4) | 85.17 (5)  |
| 6                 | Britney Simpson / Nathan Miller     | Estados Unidos | 128.62 | 44.48 (7) | 84.14 (6)  |
| 7                 | Ksenia Stolbova / Fedor Klimov      | Rússia         | 122.19 | 48.90 (3) | 73.29 (8)  |
| 8                 | Alexandra Vasilieva / Yuri Shevchuk | Rússia         | 121.35 | 43.08 (8) | 78.27 (7)  |

#### Dança no gelo júnior
| Pos.              | Nome                                    | Nacionalidade  | Pontos | PC        | PL        |
| ----------------- | --------------------------------------- | -------------- | ------ | --------- | --------- |
| Medalha de ouro   | Ksenia Monko / Kirill Khaliavin         | Rússia         | 141.21 | 55.70 (1) | 85.51 (1) |
| Medalha de prata  | Elena Ilinykh / Nikita Katsalapov       | Rússia         | 139.36 | 54.35 (3) | 85.01 (2) |
| Medalha de bronze | Maia Shibutani / Alex Shibutani         | Estados Unidos | 138.75 | 55.21 (2) | 83.54 (3) |
| 4                 | Kharis Ralph / Asher Hill               | Canadá         | 124.75 | 48.84 (4) | 75.91 (4) |
| 5                 | Ekaterina Pushkash / Jonathan Guerreiro | Rússia         | 119.50 | 46.68 (5) | 72.82 (5) |
| 6                 | Isabella Cannuscio / Ian Lorello        | Estados Unidos | 118.11 | 46.48 (6) | 71.63 (6) |
| 7                 | Lorenza Alessandrini / Simone Vaturi    | Itália         | 106.78 | 39.03 (8) | 67.75 (7) |
| 8                 | Marina Antipova / Artem Kudashev        | Rússia         | 106.69 | 42.17 (7) | 64.52 (8) |

## Quadro de medalhas
| Ordem | País           | Medalha de ouro | Medalha de prata | Medalha de bronze |    | Ordem por total |
| ----- | -------------- | --------------- | ---------------- | ----------------- | -- | --------------- |
| 1     | Japão          | 2               | 3                | 1                 | 6  | 1               |
| 2     | China          | 2               | 2                | 1                 | 5  | 3               |
| 3     | Estados Unidos | 2               |                  | 4                 | 6  | 1               |
| 4     | Rússia         | 1               | 2                |                   | 3  | 4               |
| 5     | Coreia do Sul  | 1               |                  |                   | 1  | 5               |
| 6     | Canadá         |                 | 1                |                   | 1  | 5               |
| 7     | Alemanha       |                 |                  | 1                 | 1  | 5               |
| 7     | França         |                 |                  | 1                 | 1  | 5               |
| TOTAL | TOTAL          | 8               | 8                | 8                 | 24 | —               |